# Feynmanpunt

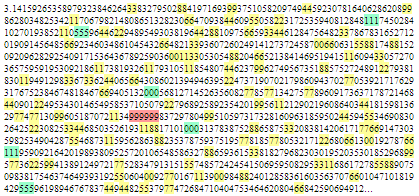
De eerste paar honderd decimalen van pi bevatten veel dubbele cijfers (geel gemarkeerd), en een aantal drietallen (groen gemarkeerd). In zo'n kleine steekproef is de aanwezigheid van zes achtereenvolgende identieke cijfers (rood gemarkeerd), het "Feynmanpunt" genaamd, een opvallend verschijnsel.

Het Feynmanpunt is een reeks van zes 9's die optreedt vanaf het 762e cijfer na de komma in de decimale ontwikkeling van het irrationaal getal pi. Het 'punt' is genoemd naar de fysicus Richard Feynman, die z'n publiek tijdens een voordracht ooit meegaf dat hij de cijfers van de decimale ontwikkeling tot dat punt van buiten wilde leren. Hij zou dan kunnen zeggen negen, negen, negen, negen, negen, negen, enzovoorts, en hiermee – schertsenderwijs – impliceren dat het getal pi rationaal zou zijn.
In een willekeurig gekozen normaal getal is de kans dat zo vroeg een opeenvolging van zes gelijke cijfers voorkomt erg klein: 0,08%. Het vermoeden is dat pi een normaal getal is, al is dat niet bewezen. De eerstvolgende reeks van zes opeenvolgende gelijke cijfers betreft weer negens, vanaf de positie 193.034; de volgende reeks van zes gelijke cijfers is een serie achten vanaf positie 222.299.
Het Feynmanpunt is tegelijk het eerste voorkomen van vier en vijf opeenvolgende gelijke cijfers.

## Decimale ontwikkeling
De volledige decimale ontwikkeling van het getal pi, tot aan het Feynmanpunt:

| 3. | 1415926535 8979323846 2643383279 5028841971 6939937510 5820974944 5923078164 0628620899 8628034825 3421170679 8214808651 3282306647 0938446095 5058223172 5359408128 4811174502 8410270193 8521105559 6446229489 5493038196 4428810975 6659334461 2847564823 3786783165 2712019091 4564856692 3460348610 4543266482 1339360726 0249141273 7245870066 0631558817 4881520920 9628292540 9171536436 7892590360 0113305305 4882046652 1384146951 9415116094 3305727036 5759591953 0921861173 8193261179 3105118548 0744623799 6274956735 1885752724 8912279381 8301194912 9833673362 4406566430 8602139494 6395224737 1907021798 6094370277 0539217176 2931767523 8467481846 7669405132 0005681271 4526356082 7785771342 7577896091 7363717872 1468440901 2249534301 4654958537 1050792279 6892589235 4201995611 2129021960 8640344181 5981362977 4771309960 5187072113 4999999 |